# Ogólnopolska Federacja Młodzieżowych Samorządów Lokalnych
Ogólnopolska Federacja Młodzieżowych Samorządów Lokalnych – jest niedochodowym stowarzyszeniem gmin i powiatów, w których funkcjonują młodzieżowe samorządy lokalne. Federacja wspiera działalność młodzieżowych samorządów lokalnych, które powstają od 1990 roku, tj. od chwili odrodzenia polskiego samorządu terytorialnego. Ich celem jest partnerskie współuczestniczenie młodzieży w życiu społeczności lokalnej.

## Geneza i historia
Pomysł powołania Ogólnopolskiej Federacji Młodzieżowych Samorządów Lokalnych pierwszy raz pojawił się podczas I Ogólnopolskiego Zjazdu Młodzieżowych Rad Miejskich. Zjazd odbył się we wrześniu 1996 r., w Siedlcach z inicjatywy siedleckiej Młodzieżowej Rady Miejskiej. Federacja miała powstać po to, aby wspierać poszczególne młodzieżowe samorządy lokalne, koordynować ich prace, przyczynić się do wymiany doświadczeń pomiędzy "młodzieżowymi" radnymi.
W Siedlcach nie podjęto decyzji o powołaniu ogólnopolskiej organizacji, gdyż uczestnicy Zjazdu nie posiadali pełnomocnictwa do podjęcia takiej decyzji. Z tego powodu ustalono wówczas jedynie, że siedlecki młodzieżowy samorząd będzie pełnił funkcje koordynatora dalszych działań.
Te decyzje dały podstawę do zorganizowania w marcu 1997 r. II Ogólnopolskiego Zjazdu Młodzieżowych Rad Miejskich. Organizatorem Zjazdu była Młodzieżowa Rada Miasta Koszalina. Podczas Zjazdu została powołana Grupa Założycielska Federacji oraz młodzieżowi przedstawiciele upoważnili Młodzieżową Radę Miasta Koszalina do prowadzenia jej Sekretariatu. Powyższa decyzja miała na celu skoordynowanie działań zmierzających do powołania Federacji, utworzenie Banku Danych o MRM-ach oraz promowanie wśród organizacji społecznych i instytucji "dorosłych" integracji młodzieżowych samorządów.
Uczestnicy Zjazdu określili wstępnie kształt Federacji, strukturę organizacyjną. Jednak nie określono podstawy prawnej powołania Federacji, gdyż ze względu na brak osobowości prawnej młodzieżowych rad, był to poważny problem. Jednak po zakończeniu Zjazdu rozpoczęto pracę nad statutem i sposobem umocowania prawnego Federacji. Prawie natychmiast swoją pomoc zaproponował Związek Miast Polskich, który pomógł w opracowaniu projektu statutu oraz finansowo wspomógł organizację kolejnego Zjazdu w Częstochowie. Podczas tego Zjazdu, który odbył się w listopadzie 1997 roku, delegaci uchwalili projekt Statutu przyszłego stowarzyszenia gmin oraz wybrali Zarząd Grupy Założycielskiej OFMRM. Częstochowski Zjazd dał podstawy formalne do powołania stowarzyszenia.
Zgodnie z ustaleniami częstochowskiego Zjazdu Federacja miała być stowarzyszeniem gmin, w których funkcjonują młodzieżowe samorządy lokalne. W związku z tym, aby młodzieżowa rada mogła uczestniczyć w pracach Federacji, rada gminy musi podjąć uchwałę w sprawie przystąpienia do Federacji. Jednocześnie rada gminy zobowiązuje się do opłacania rocznej składki w wysokości uzależnionej od liczby mieszkańców.
Aby Federacja mogła zostać wpisana do rejestru stowarzyszeń oraz uzyskać osobowość prawną musiał zostać wybrany Komitet Założycielski Federacji, w skład którego weszły następujące gminy: Białogard, Koszalin, Poddębice, Wąbrzeźno, Zgierz.
Na wniosek Komitetu Założycielskiego Sąd Wojewódzki w Koszalinie 18 grudnia 1998 roku wpisał do rejestru stowarzyszeń pod poz. 533 Ogólnopolską Federację Młodzieżowych Rad Miejskich. W lutym 1999 roku odbyło się I Zgromadzenie Ogólne Federacji, podczas którego uchwalono statut Federacji, wybrano Zarząd oraz Komisję Rewizyjną. Ze względu na reformę administracyjną państwa, delegaci zadecydowali o przekształceniu Federacji ze stowarzyszenia gmin w stowarzyszenie gmin i powiatów.
Za najważniejsze zadanie Federacji uznano jednoznaczne określenie w polskim prawie możliwości powoływania młodzieżowych samorządów lokalnych.

## Cel działania
Celem Ogólnopolskiej Federacji Młodzieżowych Samorządów Lokalnych jest upowszechnienie idei samorządności i przedsiębiorczości oraz zwiększenie aktywności młodzieży w środowisku lokalnym poprzez wspieranie młodzieżowych rad lub podobnych form aktywności młodzieży.
Federacja realizuje ten cel szczególnie poprzez:
- reprezentowanie członków we wspólnych sprawach na forum ogólnopolskim i międzynarodowym,
- inicjowanie i opiniowanie projektów aktów prawnych w zakresie celu Federacji,
- propagowanie wymiany doświadczeń, szczególnie z udziałem młodzieży, w zakresie zadań własnych gmin i powiatów dotyczących problematyki młodzieżowej[2],
- inspirowanie i podejmowanie wspólnych inicjatyw, mających na celu poszerzanie udziału młodzieży w życiu publicznym gmin i powiatów,
- prowadzenie pracy informacyjnej, konsultacyjnej i programowej, mającej na celu wspólne rozwiązywanie problemów w zakresie poszczególnych dziedzin działalności samorządu terytorialnego, które dotyczą młodzieży,
- prowadzenie działalności wydawniczej, szkoleniowej i promocyjnej, dotyczącej problematyki Federacji i jej członków,
- prowadzenie serwisu internetowego dotyczącego działań podejmowanych przez Federację oraz istniejące w Polsce lokalne formy aktywności młodzieży[3].

## Struktura
Federacja jest stowarzyszeniem, którego członkami są polskie gminy oraz powiaty. W swoich działaniach Federacja opiera na ustawie o stowarzyszeniach. Zgodnie z nią stowarzyszenia muszą posiadać 3 najważniejsze organa: Zgromadzenie Ogólne, Komisję Rewizyjną i Zarząd.
Zarząd
Wiktor Plesiński – prezes
Barbara Koba – wiceprezes
Monika Pencierzyńska – członek zarządu
Aleksandra Turska – członek zarządu

## Członkowie
Do Federacji należy 28 samorządów (listopad 2010). Członkiem Federacji może zostać każda polska gmina lub powiat, w których funkcjonuje młodzieżowy samorząd lokalny. Nie ma formalnego wymogu powołania młodzieżowego samorządu na podstawie uchwały rady gminy / powiatu. Aby zostać członkiem Federacji, rada gminy / powiatu podejmuje uchwałę o przystąpieniu do OFMSL.
| Województwo                       | Samorząd                                             |
| --------------------------------- | ---------------------------------------------------- |
| dolnośląskie (4 samorządy)        | Lądek-Zdrój, Krośnice, Mysłakowice, Oborniki Śląskie |
| kujawsko-pomorskie (3 samorządy)  | Chełmno, Grudziądz, Wąbrzeźno                        |
| lubelskie (1 samorząd)            | Chełm                                                |
| lubuskie (1 samorząd)             | Babimost                                             |
| łódzkie (1 samorząd)              | Poddębice                                            |
| mazowieckie (3 samorządy)         | Garwolin, Mława, Pionki                              |
| podkarpackie (2 samorządy)        | Lubaczów, Zaleszany                                  |
| podlaskie (1 samorząd)            | Łapy                                                 |
| pomorskie (2 samorządy)           | Kwidzyn, Tczew                                       |
| śląskie (4 samorządy)             | Cieszyn, Dąbrowa Górnicza, Jastrzębie-Zdrój, Ustroń, |
| warmińsko-mazurskie (4 samorządy) | Giżycko, Iława, Pozezdrze, Węgorzewo,                |
| zachodniopomorskie (4 samorządy)  | Białogard, Koszalin, Myślibórz, Świdwin              |

## Osiągnięcia organizacji
Najważniejszymi osiągnięciami stowarzyszenia są:
- przeprowadzenie kilkudziesięciu warsztatów dla MRM z terenu całego kraju[6][7][8];;
- przeprowadzenie od 2002 roku dziesięciu Letnich Obozów Samorządowych (LOS), mających na celu podniesienie efektywności pracy młodzieżowych rad w wybranych dziedzinach ich aktywności[9];